# 飞彩街道
飞彩街道，是中华人民共和国安徽省宣城市宣州区下辖的一个乡镇级行政单位。

## 行政区划
飞彩街道下辖以下地区：
石板桥社区、莲花塘社区、莲西社区和团山社区。